# Critérium du Dauphiné 2012
Das 64. Critérium du Dauphiné ist ein Rad-Etappenrennen, das vom 3. bis 10. Juni 2012 stattfand. Es wurde in einem Prolog und sieben Etappen über eine Gesamtdistanz von 1051,7 km ausgetragen. Das Rennen war Teil der UCI WorldTour.

## Teilnehmer
| ProTeams AG2R La Mondiale Astana Pro Team BMC Racing Team Euskaltel-Euskadi FDJ-Big Mat Garmin-Barracuda | Orica GreenEdge Katusha Team Lampre-ISD Liquigas-Cannondale Lotto Belisol Team Movistar | Omega Pharma-Quick Step Rabobank Cycling Team RadioShack-Nissan Sky ProCycling Team Saxo Bank Vacansoleil-DCM |  |
| Professional Continental Teams                                                                           | Team Argos-Shimano Cofidis, le Crédit en Ligne                                          | Team Europcar Saur-Sojasun                                                                                    |  |

Startberechtigt waren die 18 ProTeams. Zudem vergab der Organisator ASO vier Wildcards an die Professional Continental Teams Team Argos-Shimano, Cofidis, le Crédit en Ligne, Team Europcar und Saur-Sojasun.

## Etappenübersicht
| Etappe | Tag      | Start–Ziel                           | Typ              | km    | Etappensieger                         |
| ------ | -------- | ------------------------------------ | ---------------- | ----- | ------------------------------------- |
| Prolog | 03. Juni | Grenoble                             | Einzelzeitfahren | 05,7  | Luke Durbridge (Orica GreenEdge)      |
| 1.     | 04. Juni | Seyssins – Saint-Vallier             | Bergetappe       | 187,0 | Cadel Evans (BMC Racing Team)         |
| 2.     | 05. Juni | Lamastre – Saint-Félicien            | Gebirgsetappe    | 160,0 | Daniel Moreno (Katusha Team)          |
| 3.     | 06. Juni | Givors – La Clayette                 | Bergetappe       | 167,0 | Edvald Boasson Hagen (Sky ProCycling) |
| 4.     | 07. Juni | Villié-Morgon – Bourg-en-Bresse      | Einzelzeitfahren | 053,5 | Bradley Wiggins (Sky ProCycling)      |
| 5.     | 08. Juni | Saint-Trivier-sur-Moignans – Rumilly | Gebirgsetappe    | 186,5 | Arthur Vichot (FDJ-Big Mat)           |
| 6.     | 09. Juni | Saint-Alban-Leysse – Morzine         | Gebirgsetappe    | 167,5 | Nairo Quintana (Movistar)             |
| 7.     | 10. Juni | Morzine – Châtel                     | Gebirgsetappe    | 124,5 | Daniel Moreno (Katusha Team)          |

## Wertungen im Rennverlauf
Die Tabelle zeigt die Führenden der jeweiligen Gesamtwertung nach Abschluss der Etappe an.
| Sieger | Gesamtwertung   | Bergwertung         | Punktewertung  | Nachwuchswertung     | Teamwertung     |
| ------ | --------------- | ------------------- | -------------- | -------------------- | --------------- |
| P      | Luke Durbridge  | nicht vergeben      | Luke Durbridge | Luke Durbridge       | Orica GreenEdge |
| 1      | Bradley Wiggins | Giovanni Bernaudeau | Cadel Evans    | Edvald Boasson Hagen | Sky ProCycling  |
| 2      | Bradley Wiggins | Blel Kadri          | Cadel Evans    | Tony Gallopin        | Sky ProCycling  |
| 3      | Bradley Wiggins | Giovanni Bernaudeau | Tony Gallopin  | Tony Gallopin        | Sky ProCycling  |
| 4      | Bradley Wiggins | Giovanni Bernaudeau | Tony Gallopin  | Wilco Kelderman      | Sky ProCycling  |
| 5      | Bradley Wiggins | Cayetano Sarmiento  | Tony Gallopin  | Wilco Kelderman      | Sky ProCycling  |
| 6      | Bradley Wiggins | Cayetano Sarmiento  | Cadel Evans    | Wilco Kelderman      | Sky ProCycling  |
| 7      | Bradley Wiggins | Cayetano Sarmiento  | Cadel Evans    | Wilco Kelderman      | Sky ProCycling  |